# Yatong Guzi He
Yatong Guzi He (kinesiska: 牙通古孜河) är ett vattendrag i Kina. Det ligger i den autonoma regionen Xinjiang, i den nordvästra delen av landet, omkring 760 kilometer sydväst om regionhuvudstaden Ürümqi.
Genomsnittlig årsnederbörd är 37 millimeter. Den regnigaste månaden är juni, med i genomsnitt 14 mm nederbörd, och den torraste är april, med 1 mm nederbörd.